# Mistrzostwa Trzech Narodów w Łyżwiarstwie Figurowym 2013
Mistrzostwa Trzech Narodów w Łyżwiarstwie Figurowym 2013 – zawody łyżwiarstwa figurowego dla reprezentantów trzech państw: Czech, Polski i Słowacji. Zawody rozgrywano od 14 do 16 grudnia 2012 roku w Cieszynie.
Kolejność miejsc zajmowanych przez reprezentantów Czech, Polski i Słowacji w każdej z konkurencji, determinowała wyniki końcowe ich mistrzostw krajowych (2013) w kategorii seniorów. Reprezentanci innych państw mogli brać udział gościnny udział w zawodach.

## Wyniki

### Soliści
| Poz. | Zawodnik        | Nota łączna | SP | SP    | FS  | FS     |
| ---- | --------------- | ----------- | -- | ----- | --- | ------ |
| 1    | Tomáš Verner    | 229,55      | 1  | 78,40 | 1   | 151,15 |
| 2    | Pavel Kaška     | 182,95      | 3  | 59,02 | 2   | 123,93 |
| 3    | Patrick Myzyk   | 173,70      | 4  | 58,36 | 3   | 115,34 |
| 4    | Kamil Białas    | 152,92      | 8  | 47,51 | 4   | 105,41 |
| 5    | Kamil Dymowski  | 146,66      | 5  | 48,20 | 5   | 98,46  |
| 6    | Marco Zakouřil  | 135,39      | 6  | 47,99 | 7   | 87,40  |
| 7    | Marco Klepoch   | 135,09      | 9  | 45,28 | 6   | 89,81  |
| 8    | Krzysztof Gała  | 134,53      | 7  | 47,59 | 8   | 86,94  |
| 9    | Łukasz Pazdro   | 126,92      | 10 | 45,17 | 10  | 81,75  |
| 10   | Edwin Siwkowski | 124,80      | 11 | 41,45 | 9   | 83,35  |
| 11   | Martin Krhovjak | 107,07      | 13 | 36,83 | 11  | 70,24  |
| WD   | Michal Březina  | DNF         | 2  | 71,65 | DNF | DNF    |
| WD   | Petr Coufal     | DNF         | 12 | 39,95 | DNF | DNF    |

### Solistki
| Poz. | Zawodniczka       | Nota łączna | SP | SP    | FS | FS    |
| ---- | ----------------- | ----------- | -- | ----- | -- | ----- |
| 1    | Agata Kryger      | 123,22      | 4  | 40,64 | 2  | 82,58 |
| 2    | Nicole Rajičová   | 122,53      | 6  | 38,67 | 1  | 83,86 |
| 3    | Laura Raszyková   | 117,42      | 3  | 40,67 | 3  | 76,75 |
| 4    | Klára Světlíková  | 116,05      | 2  | 41,10 | 4  | 74,95 |
| 5    | Jana Coufalová    | 114,10      | 1  | 41,70 | 5  | 72,40 |
| 6    | Alexandra Kunová  | 110,24      | 7  | 38,29 | 6  | 71,95 |
| 7    | Dominika Murcková | 105,02      | 9  | 34,07 | 7  | 70,95 |
| 8    | Eliška Březinová  | 99,44       | 5  | 39,13 | 8  | 60,31 |
| 9    | Aneta Michałek    | 93,97       | 8  | 37,58 | 9  | 56,39 |
| 10   | Marta Olczak      | 77,62       | 10 | 28,24 | 10 | 49,38 |
| 11   | Karolína Gútová   | 72,79       | 11 | 25,56 | 11 | 47,23 |
| 12   | Urszula Reszka    | 66,61       | 12 | 25,01 | 12 | 41,60 |

### Pary sportowe
| Poz. | Zawodnicy                      | Nota łączna | SP | SP    | FS | FS    |
| ---- | ------------------------------ | ----------- | -- | ----- | -- | ----- |
| 1    | Marcelina Lech / Jakub Tyc     | 100,77      | 1  | 33,12 | 1  | 67,65 |
| 2    | Marija Kozina / Janusz Karweta | 93,76       | 2  | 29,22 | 2  | 64,54 |

### Pary taneczne
| Poz. | Zawodnicy                                 | Nota łączna | SD | SD    | FD | FD    |
| ---- | ----------------------------------------- | ----------- | -- | ----- | -- | ----- |
| 1    | Lucie Myslivečková / Neil Brown           | 125,05      | 1  | 52,22 | 1  | 72,83 |
| 2    | Aleksandra Zworygina / Maciej Bernadowski | 121,73      | 3  | 49,32 | 2  | 72,41 |
| 3    | Justyna Plutowska / Peter Gerber          | 120,56      | 4  | 48,20 | 3  | 72,36 |
| 4    | Gabriela Kubová / Matěj Novák             | 111,68      | 2  | 49,67 | 4  | 62,01 |
| 5    | Natalia Kaliszek / Michał Kaliszek        | 97,68       | 5  | 39,57 | 5  | 58,11 |

## Medaliści mistrzostw krajowych
| Państwo  | Konkurencja   | Złoto                                     | Srebro                           | Brąz                               |
| -------- | ------------- | ----------------------------------------- | -------------------------------- | ---------------------------------- |
| Czechy   | Soliści       | Tomáš Verner                              | Pavel Kaška                      | Marco Zakouřil                     |
| Czechy   | Solistki      | Laura Raszyková                           | Klára Světlíková                 | Jana Coufalová                     |
| Czechy   | Pary sportowe | DNS                                       | DNS                              | DNS                                |
| Czechy   | Pary taneczne | Lucie Myslivečková / Neil Brown           | Gabriela Kubová / Matěj Novák    | DNS                                |
| Polska   | Soliści       | Patrick Myzyk                             | Kamil Białas                     | Kamil Dymowski                     |
| Polska   | Solistki      | Agata Kryger                              | Aneta Michałek                   | Marta Olczak                       |
| Polska   | Pary sportowe | Marcelina Lech / Jakub Tyc                | Marija Kozina / Janusz Karweta   | DNS                                |
| Polska   | Pary taneczne | Aleksandra Zworygina / Maciej Bernadowski | Justyna Plutowska / Peter Gerber | Natalia Kaliszek / Michał Kaliszek |
| Słowacja | Soliści       | Marco Klepoch                             | DNF                              | DNS                                |
| Słowacja | Solistki      | Nicole Rajičová                           | Alexandra Kunová                 | Dominika Murcková                  |
| Słowacja | Pary sportowe | DNS                                       | DNS                              | DNS                                |
| Słowacja | Pary taneczne | DNS                                       | DNS                              | DNS                                |